# Gens Duronia
La gens Duronia era una oscura gens plebea della Repubblica romana, di cui non è registrato alcun cognomen e che ebbe solo quattro esponenti di rilievo:
1. Duronia, madre di Publio Ebuzio
2. Lucio Duronio, pretore nel 181 a.C.
3. Marco Duronio, senatore attorno al 97 a.C.
4. Gaio Duronio, amico di Milone a detta di Marco Tullio Cicerone[senza fonte]